# هوندا سي بي 350
هوندا سي بي 350(بالإنجليزية: Honda CB350)‏ هي دراجة نارية من تصنيع هوندا.